# كين تاكاهاشي
كين تاكاهاشي (باليابانية: 高橋建؛ بالكانا: たかはし けん) هو لاعب كرة قاعدة ياباني، ولد في 16 أبريل 1969 في توتسوكا-كو في اليابان.

## وصلات خارجية
- كين تاكاهاشي على موقع دوري كرة القاعدة الرئيسي (الإنجليزية)
- كين تاكاهاشي على موقع الدوري الياباني لكرة القاعدة (الإنجليزية)
- كين تاكاهاشي على موقعبيزبول رفرنس.كوم (الدوري الرئيسي) (الإنجليزية)
- كين تاكاهاشي على موقعبيزبول رفرنس.كوم (الدوري الثانوي) (الإنجليزية)
- كين تاكاهاشي على موقع إي إس بي إن.كوم (أم.أل.بي) (الإنجليزية)
- كين تاكاهاشي على موقع مشجعي الرسوم البيانية (الإنجليزية)